# Tuczno Trzecie
Tuczno Trzecie – osada w Polsce położona w województwie zachodniopomorskim, w powiecie wałeckim, w gminie Tuczno, na Pojezierzu Wałeckim.
W latach 1975–1998 miejscowość administracyjnie należała do województwa pilskiego.
Zobacz też: Tuczno